# Rezerwat przyrody Twarda
Rezerwat przyrody Twarda – leśny rezerwat przyrody w gminie Tomaszów Mazowiecki, w powiecie tomaszowskim, w województwie łódzkim. Znajduje się w Sulejowskim Parku Krajobrazowym wchodzącym w skład zespołu Nadpilicznych Parków Krajobrazowych. Jest położony na terenie Nadleśnictwa Smardzewice.
Zajmuje powierzchnię 22,79 ha (akt powołujący podawał 23,48 ha). Został powołany Zarządzeniem Ministra Leśnictwa i Przemysłu Drzewnego z 24 maja 1976 roku (M.P. z 1976 r. nr 24, poz. 108, § 4). Według aktu powołującego, celem ochrony jest zachowanie fragmentu wielogatunkowych drzewostanów ze znacznym udziałem jodły na północnej granicy zasięgu jodły w Puszczy Pilickiej.
Teren rezerwatu porasta wielogatunkowy las grądowy i bór mieszany dębowo-jodłowy. Z ciekawszych gatunków flory występuje tu m.in. miodownik melisowaty, dąbrówka kosmata, lilia złotogłów, widłaki: jałowcowaty i goździsty, bluszcz pospolity.
Według obowiązującego planu ochrony ustanowionego w 2018 roku, obszar rezerwatu objęty jest ochroną czynną.